# Красный Луч (Брянская область)
Красный Луч — поселок в Клинцовском районе Брянской области в составе Рожновского сельского поселения.

## География
Находится в западной части Брянской области на расстоянии приблизительно 14 км на запад-юго-запад по прямой от вокзала железнодорожной станции Клинцы.

## История
Упоминается с 1920-х годов. На карте 1941 года показан как поселение с 31 двором.

## Население
Численность населения: 140 (1926), 2 (2002), 2 (2010), 2 (2013).
Будет упразднен как фактически не существующий в связи с переселением всех жителей на постоянное место жительства в другие населённые пункты